# ヤクザと家族 The Family
『ヤクザと家族 The Family』（ヤクザとかぞく ザ ファミリー）は、2021年1月29日公開の日本映画。監督は藤井道人、主演は綾野剛。自暴自棄になっていた少年期に暴力団組長を助けたことでヤクザの道に入った男と、組長の姿を通して現代におけるヤクザとその家族の実像を1999年、2005年、2019年の3つの時代から描く。

## 製作
主演に綾野をキャスティングした理由について監督の藤井は「20年の役を生きる山本という役は3つの時代を生きるために異なる繊細な表現を必要としたから」だと語り、暴力団組長役の舘については藤井自身のリクエストであったとされ、「かっこよくて愛嬌がある、優しい“父親像”を舘さんに託しました」とした上で「撮影の最中にも舘さんには沢山のことを教えていただき、僕の監督人生において貴重な財産となりました」と語っている。

## あらすじ
冒頭。海中に沈んでいく人物が映される。1999年（平成11年）、海辺の街・煙崎市をヘルメット無しで金髪を靡かせ原付き二輪に乗って、父親（山本正治）の告別式に喪主である山本賢治が現れる。マル暴刑事の大迫和彦がトイレで山本に父親のようにはなるなと説教をするが、山本は聞く耳を持たない。手下の大原幸平と細野竜太が待っている式場の表に山本が戻り、式場を後にする。工業地帯を通り抜け市街地を走る山本らは薬物密売の現場を目撃し、購入するように装い売人から薬物ごと売上金を強奪し逃走する。夜、山本は薬物を海に投げ込み、売上金を手下と山分けして木村愛子の営む食堂「オモニ」に赴く。食堂では愛子が赤子（翼）を背負いながら山本らを歓待していると、周辺を仕切る柴咲組の組長柴咲博らが入店する。しばらくして柴咲を狙って数人が店に乱入し、柴咲の配下と乱闘となり、1人が柴咲に銃口を向ける。すると、それまで静かにしていた山本が鉄鍋で乱入者に殴りかかり倒してしまう。山本は手下に促され足早に食堂を後にする。
翌日、山本の住処に柴咲配下の中村努がやって来て、山本を柴咲組へと連れて行く。組事務所では柴咲以下が山本を組員に勧誘するが、暴力団員だった父親の生き方に反感を覚える山本は首を縦に振らない。山本は柴崎の名刺を手にして事務所を立ち去る。商店街を歩いていると手下から電話が入り、ただならぬ声で逃げるように知らせてくる。辺りを見回すと凶器を手にした男らにすでに取り囲まれており、必死に逃走するが、最終的には捕まりバットで殴られ意識を失う。山本が意識を取り戻すと手下2人とともに縛り上げられ侠葉会に監禁されている。前日奪った薬物は侠葉会が管理するものだったのである。薬物を取り戻そうとする侠葉会若頭の加藤雅敏は、薬物が投棄されたことを知ると山本らの臓器を海外へ売り飛ばしての損金回収を試みる。船に乗せられ絶体絶命のところ、加藤の指示で配下の川山礼二が証拠隠滅のために所持品を調べると、山本は柴咲の名刺を持っている。薬物強奪の一件に、手打ちとなったはずの柴咲組が関与しているのではと疑念を抱く加藤に対して、山本は一匹狼であることを強調する。
日は変わって、中村の運転する車に解放された山本らが乗っている。血みどろの服を着たままの山本は柴咲組事務所に再び招かれ柴崎と2人だけで対面する。柴崎に行く末を案じられた山本は男泣きする。
後日、スタッフロールを前景に山本の柴崎組加入を意味する「親子血縁盃」の儀式が始まる。表では大迫が監視している。
2005年（平成17年）。銭湯で入れ墨を背中一面に入れ、すっかり黒髪となった山本らが入浴している。山本が手下と出向くクラブには近頃若頭に昇進した中村がいて、山本らの祝福を受ける。警察のマル暴では街の再開発に伴う暴力団同士の抗争を懸念し、大迫が徹底的な取り締まりの方針を決定する。愛子の食堂では小学生になった翼が座席の片隅で勉強をしている。山本らは翼に小遣いを与えたりしてかわいがっているが、そこへ柴咲組が支配するクラブ「club C'est La Vie」から支払いトラブルの連絡が入り、現場に急行する。トラブルの主は川山である。昔の話を持ち出しつつ挑発した川山がクラブを後にしようとすると、山本が後ろから殴りかかり川山が頭から血を流す。川山は抗争への発展を示唆して立ち去る。場が収まったクラブで山本はホステスを両脇にして酒を飲む。山本の手にガラスの瓶の破片が刺さっていることに気づいたホステスのみゆき（工藤由香）は山本の手を取り破片を取り除く。山本らがクラブを後にする際、細野が山本の意向として工藤に書き置きを渡すようママに申し付ける。書き置きにあったとおりに山本の呼び出しに応じて工藤が山本の住処を訪れる。山本は工藤と無理やり関係を持とうとするが、工藤の激しい抵抗に遭い断念する。事務所ではクラブでの先のトラブルに柴崎が対応しており、柴咲自ら加藤と話し合うことになる。川山を伴った加藤と中村を連れた柴咲がテーブルを囲んで決着をつけようとするが、過去の経緯も絡んで加藤の思惑通りとはならず、話し合いは決裂する。事務所では山本が工藤に連絡しようとするが果たせず、店の前まで来て強引に工藤を車に乗せて走り去る。海辺まで来た山本に工藤が矢継ぎ早にヤクザに関する質問をぶつける。天涯孤独だからヤクザになったと言う山本に、工藤は自分も同じ立場だと告白する。
大原の誘いで柴咲と山本が釣りに連れ出される。女ができたかもしれないと照れる山本と車中で談笑している柴咲をバイクに乗った2人組が銃撃する。柴咲は山本が身を挺して難を逃れるが、大原は銃弾を受け殺される。大原の葬儀が営まれる中、山本は入院し、柴咲は松桜会会長に抗議するものの、銃撃事件は警察の処理に一任する苦渋の決断をする。柴咲は入院中の山本を見舞い、納得の行かない山本を宥めてその決断を伝える。侠葉会の加藤、川山が煙崎市長や警察の大迫とクラブで会合を持っている最中に、病院を抜け出した山本が現れて、入り口で細野から渡された銃で川山に復讐しようとする。引き金を引こうとしたその瞬間に中村が現れ、山本を差し置いて刃物で川山を刺す。組のその後を案じる山本は、中村に代わって罪を被る決意をし中村を逃亡させ、川山を滅多刺しにして自らも逃走する。銃創が癒えておらずフラフラ状態の山本は工藤のアパートに転がり込む。震える山本を抱きかかえる工藤は山本を口を重ねた勢いでその晩関係を持つ。翌朝、工藤が目を覚ますと、机の上に大金が置いてあるのを見つける。事務所に戻った山本のもとに柴咲と中村が駆けつけ、柴崎は山本を抱きしめるが、そこへ大迫らがやって来て山本を逮捕する。工藤や木村親子が逮捕のテレビ報道を目にする。
2019年（令和元年）。14年経過し、服役を終えた山本を中村が迎えに来る。14年ぶりの事務所は殺風景で寂れた様子になっている。組長室では和服姿で老け込んだ様子の柴咲が山本を出迎える。山本の新生活を世話する組員が山本に携帯電話の「5年ルール」を教え、山本は世間のヤクザを見る目の変わりように愕然とする。新しくもらったスマートフォンで工藤に連絡するが番号が変わっており連絡はつかない。出所祝いの宴席で中座した柴咲の姿を見た山本は、柴咲がガンに罹患し転移もしていることを中村から知らされる。暴対法や条例によって組員が大幅に減り、侠葉会にシマ（縄張り）を侵食されたことも竹田誠ら幹部から告げられる。そして海辺にて現在のシノギがシラスウナギの密漁であることを知り、愕然とする。オモニを訪れた山本は愛子と再会し熱烈に歓迎される。オモニには細野が来ており、組を脱退した経緯や現在の就労状況などを説明する。ここでも山本は「5年ルール」の存在を教えられる。工藤のことが気になる山本は所在調査を細野に依頼する。一方、木村翼が地下格闘技で活躍する姿が描かれる。会計を済ませようとする山本は、細野が強引に支払いを負担する姿に強い違和感を覚えるが、細野は山本との関係が明るみになると「反社」として不利益を受けると告げ申し訳なさそうにオモニを後にする。気落ちする山本を愛子が慰めたところに翼が帰ってくる。一瞬誰なのか山本は分からず戸惑うが、翼が自己紹介しその成長ぶりに驚く。翼やその手下らと街に繰り出した山本は、工藤と出会ったクラブが暴力団対策で廃業し、代わりに翼ら半グレの手によって飲食店の秩序が保たれていることを知る。翼がトラブル対処で入った店で山本は、翼が柴咲組のシノギの一端を担っていることを知らされる。事務所に戻った山本は中村にシノギの現場への同行を願い出る。現場で中村は翼の手下から上納金を受け取り、今や覚醒剤の密売や密漁がシノギとなっていることに、中村に組を一任して身代わりで14年もの懲役に服した山本の怒りは爆発する。2人は取っ組み合いのケンカをするが、最後は互いに詫びて現状を嘆く。細野から工藤の所在が判明したと連絡が入る。彼女は市役所に勤務している。退勤する工藤の前に山本が現れる。2人は海辺で暫し話をし、14年という歳月がもたらした現実の変わり様を嘆息する。工藤は嘗て山本が置いていった大金をそのままの形で返却する。学費の足しにと山本が置いていったその金に工藤は手を付けていなかった。そして今後の付き合いを断ろうとする。山本は寄りを戻したく関係継続を迫るが、工藤は何かを言いかけその場を立ち去ろうとする。工藤に追い縋る山本は工藤に14歳になる娘がいることを告げられ愕然とするが、工藤は娘に父親の正体を知られたくないと言い残し姿を消す。病室に柴咲を見舞った山本は、柴咲からガン転移を契機に組解散を考えたことやヤクザ仕事の変容ぶりを聞かされ、若い山本ならまだやり直せると組脱退を勧められる。埠頭では細野が妻子と釣りを楽しんでいる。一方、監視を逃れながらの密漁や中村が覚醒剤の自己使用に手を染める姿が描かれる。
朝、家を出る工藤親子の前に山本が姿を現し、工藤は困惑した顔をする。組事務所では中村が山本の脱退届を貼り出す。侠葉会の加藤が翼を自宅に招き、柴咲組と縁を切り侠葉会の配下にならないかと持ちかけるが、翼はもはやヤクザの時代ではないと取り合わない。帰り際、加藤は翼の父・木村一の死が偶発的なものではないことを匂わす。組を脱退した山本は、工藤とその娘（彩）と同居を始める。市役所と中学校に工藤親子を送り届けた山本は細野と同じ産廃業者で働いている。昼食時、職場の若者が細野と山本の姿をカメラに収める。翼は大迫から呼び出され、侠葉会との一件で忠告を受けるが、大迫のヤクザとの関係を証明する動かぬ証拠を握る翼は動じず、父親の殺害犯人を問い質す。
市役所では出勤してきた工藤を避けるように人波が動いたかと思うと、工藤は上司に呼び出される。山本の職場の若者が撮影した画像がSNSで注目を浴び、工藤が山本の妻であり市役所勤務であるとか娘もいるといった情報がデタラメも含めて書き込まれて市役所に問い合わせが来ていた。彩も学校で生徒たちにその情報が共有されており、2人はそれぞれ居場所を失ってしまう。産廃業者では自らも進退窮まった細野が撮影者の若者に殴りかかるが、山本はそれを放心状態で見つめる。そこへ物陰に隠れていた大迫が姿を現し、組を抜けてもヤクザのレッテルを貼られて何とか生きていくしかない、ヤクザには人権はないと吐き捨てる。帰宅した山本は、工藤からなぜ再び姿を現したのか激しく詰問される。そして工藤は山本さえ現れなければ幸せな生活だったと泣き崩れる。工藤から引導を渡された山本は行く当てもなくオモニに赴き翼に迎え入れられる。そこで山本は柴咲が危篤状態にあること、翼の父親殺しの犯人を翼がついに突き止めたことを知る。山本は親を大事にするよう翼に言い残して柴咲を見舞いに行く。柴崎は苦しい息のもと、山本に家族を大事にするように言う。組事務所に戻った山本は工藤に連絡しようとするが留守電になっており、出所後のこれまでの思いや今や幻と消えた夢をメッセージとして遺す。工藤親子が公務員住宅を引き払い、職場や学校から去る様子や細野の帰宅後に妻子が蒸発している様子が、相変わらず家族と普通に暮らす加藤と対比して描かれる。金属バットを手にした山本と、同じく手下を従えた翼がそれぞれ街に繰り出す。一足先に大迫と加藤の会食の場に踏み込んだ山本が大迫らに殴りかかる。その頃、柴咲は病魔によりついに還らぬ人となる。会食の場に駆けつけた翼だったがすでに血塗れで倒れていた2人を見て、山本が身代わりに仇を取ってくれたのだと悟る。山本の工藤への感謝のメッセージが続く中、世間の目から逃れるように行き先を急ぐ工藤親子や悲嘆に暮れる細野の姿が描かれる。
翌日、返り血を浴びた山本が埠頭で座り込んで呆然と煙草を吸っている。若い頃乗っていた今や懐かしい2ストロークの原付の音が遠くに聞こえる。ふと立ち上がると腹に刺しかかる細野。全てを受け容れた山本は、泣く細野に謝り海に落ちて沈んでいく。ここから冒頭の場面に繋がっていく。
数日が経過し、翼が埠頭を訪れ花束を供える。そこへ彩が同じく花束を手にやって来る。「お父さんってどんな人だったの？」と問われ、驚き感極まった翼は「少し話そっか」と2人埠頭に並ぶ場面で終幕する。

## キャスト
山本賢治
演：綾野剛
主人公。柴咲組若頭補佐となる。
柴咲博
演：舘ひろし
3代目松桜会柴咲組の組長。
工藤由香
演：尾野真千子
「みゆき」の源氏名で柴咲組支配下のクラブ「club C'est La Vie」に勤務するホステスで、学生。山本と恋仲になる。
中村努
演：北村有起哉
柴咲組補佐、後に若頭に就任。抗争事件を引き起こすが、山本が身代わりに刑務所に入り、柴咲組の運営を担う。
細野竜太
演：市原隼人
山本の手下。柴咲組に入るが、後に脱退し、山本の出所後に就職の世話をする。
竹田誠
演：菅田俊
柴咲組舎弟頭。
豊島徹也
演：康すおん
柴咲組舎弟。
大原幸平
演：二ノ宮隆太郎
山本の手下。柴咲組に入り、柴咲襲撃時に巻き添え死する。
木村愛子
演：寺島しのぶ
韓国食堂を切り盛りする。亡き夫は柴崎組の頭。
木村翼
演：磯村勇斗
木村愛子の息子。長じて半グレとし繁華街を取り仕切るようになる。
加藤雅敏
演：豊原功補
柴咲組と対立する侠葉会の会長。
川山礼二
演：駿河太郎
柴咲組と対立する侠葉会の若頭。
侠葉会組員。中村に襲われ、山本に止めを刺される。
大迫和彦
演：岩松了
マル暴刑事。
工藤彩
演：小宮山莉渚
工藤由香の1人娘。後に山本との間の子であることが判明する。

## スタッフ
- 監督・脚本：藤井道人
- 音楽：岩代太郎
- 主題歌：millennium parade「FAMILIA」（ソニー・ミュージックレーベルズ）[8][9]
- 企画・製作・エグゼクティブプロデューサー：河村光庸
- プロデューサー：佐藤順子、角田道明、岡本圭三
- 撮影：今村圭佑
- 照明：平山達弥
- 録音： 根本飛鳥
- キャスティング：おおずさわこ
- 美術：部谷京子
- 衣装：宮本まさ江
- ヘアメイク：橋本申二
- 助監督：逢坂元
- 制作担当：大川哲史
- 題字：赤松陽構造
- スチール： 八木咲
- 編集：古川達馬
- 配給： スターサンズ、KADOKAWA
- 制作プロダクション：スターサンズ
- 制作協力プロダクション：Lat-Lon
- 製作幹事：KADOKAWA、VAP
- 製作：『ヤクザと家族 The Family』製作委員会（KADOKAWA、スターサンズ、ハピネット、朝日新聞社、VAP、ムービーウォーカー、Filmarks）

## 受賞
- 第95回キネマ旬報ベスト・テン
  - 主演女優賞 尾野真千子『茜色に焼かれる』『ヤクザと家族 The Family』により
- 第46回報知映画賞
  - 助演女優賞 寺島しのぶ『ヤクザと家族 The Family』『キネマの神様』『空白』により
- 第45回日本アカデミー賞
  - 新人俳優賞 磯村勇斗『ヤクザと家族 The Family』『劇場版「きのう何食べた?」』により